# اوه خدای من (ترانه نیوجینز)
«اوه خدای من» (انگلیسی: OMG) ترانه‌ای از نیوجینز، گروه دخترانه اهل کره جنوبی از نخستین آلبوم تک‌آهنگ گروه با همین نام (۲۰۲۳) است. ادور، شرکت تابعهٔ هایب کورپوریشن، در ۲ ژانویه ۲۰۲۳ «اوه خدای من» را برای دانلود و استریم منتشر کرد. هانی یکی از اعضای گروه نیز در ترانه‌سرایی این ترانه نقش داشته است.

## جدول‌های موسیقی
| جدول (۲۰۲۳)                                               | بالاترین جایگاه |
| --------------------------------------------------------- | --------------- |
| آرژانتین (آرژانتین هات ۱۰۰)                               | ۷۶              |
| استرالیا (ای‌آرآی‌ای)                                       | ۴۳              |
| کانادا (۱۰۰ تک‌آهنگ داغ کانادا)                            | ۳۵              |
| ۲۰۰ آهنگ جهانی (بیلبورد)                                  | ۱۰              |
| هنگ کنگ (بیلبورد)                                         | ۶               |
| اندونزی (بیلبورد)                                         | ۳               |
| ژاپن (۱۰۰ آهنگ داغ ژاپن)                                  | ۷               |
| تک‌آهنگ‌های دیجیتال ژاپن (اوریکون)                          | ۳۷              |
| ژاپن استریمینگ (اوریکون)                                  | ۷               |
| مالزی (بیلبورد)                                           | ۴               |
| نیوزیلند (ریکوردد میوزیک ان‌زد)                            | ۳۱              |
| فیلیپین (بیلبورد)                                         | ۳               |
| پرتغال (ای‌اف‌پی)                                           | ۱۹۵             |
| سنگاپور (آرآی‌ای‌اس)                                        | ۱               |
| کره جنوبی (بیلبورد)                                       | ۱               |
| کره جنوبی (گائون)                                         | ۲               |
| تایوان (بیلبورد)                                          | ۱               |
| مستقل بریتانیا (اوسی‌سی)                                   | ۳۹              |
| بیلبورد هات ۱۰۰ ایالات متحده                              | ۷۴              |
| فروش جهانی ترانه‌های دیجیتال ایالات متحده (بیلبورد (مجله)) | ۳               |
| ویتنام (ویتنام هات ۱۰۰)                                   | ۱               |

| جدول (۲۰۲۳)       | بالاترین جایگاه |
| ----------------- | --------------- |
| کره جنوبی (گائون) | ۲               |

| جدول (۲۰۲۳)          | جایگاه |
| -------------------- | ------ |
| گلوبال ۲۰۰ (بیلبورد) | ۴۱     |
| ژاپن (ژاپن هات ۱۰۰)  | ۳۱     |
| کره جنوبی (گائون)    | ۴      |